# ソヤパンゴ
ソヤパンゴ(スペイン語：Soyapango)は、エルサルバドル中西部のサン・サルバドル県の都市。
2016年の人口は28万2000人。
首都サン・サルバドルの衛星都市で、国内最多の人口を持つ。

## 概要
2010年代に入ると、マラ・サルバトルチャなどのギャング集団により治安が悪化した。治安対策に乗り出したエルサルバドル政府は、2022年12月、ソヤバンゴ一帯を1万人の政府軍で包囲。すべての道路が封鎖した上で、特殊部隊が家々を回りギャングのメンバーを摘発した。摘発されたメンバーの多くは、テロリスト監禁センターなどに収容された。

## 人口
- 1992年9月27日：26万1122人
- 2007年5月12日：24万1403人
- 2016年6月30日：28万2000人

## 隣接自治体
- 北：デルガド（英語版）、トナカテペケ
- 東：イロパンゴ
- 南：聖トーマス、サン・マルコス（英語版）
- 西：サン・サルバドル

## 経済
エンプレサスADOCの本社が有る。

## スポーツ
- サッカー
  - C.D.マルテ・ソヤパンゴ（英語版）：エルサルバドル第2リーグ（英語版）で競技している。